# Chandica meeki
Chandica meeki är en fjärilsart som beskrevs av W. Warren 1916. Chandica meeki ingår i släktet Chandica och familjen trågspinnare. Inga underarter finns listade i Catalogue of Life.